# 大智若魚 (电影)
《大智若魚》是一部於2003年上映的美國奇幻片，提姆·波頓執導，伊旺·麥奎格主演。劇情改編自丹尼爾·華勒斯（Daniel Wallace）於1998年撰寫的小說《大魚老爸》（Big Fish），以一個小孩的口吻，來敘述其爸爸傳奇的一生。

## 劇情
愛德華（伊万·迈克格雷戈 饰）生性热爱自由，成年之后，他选择离开家乡，踏上了环游世界的旅程。一路上，爱德华遇见了各种各样稀奇古怪的角色，经历了无数精彩绝伦的的冒险，而他日后最大的兴趣，就是向他人喋喋不休的重复讲述他的这一段奇幻旅程。
威尔（比利·克鲁德普 饰）是爱德华的儿子，他并不相信父亲所讲述的那些光怪陆离的故事，甚至对此感到无比厌烦。婚后，他同父亲中断了联系，一晃眼就是数年过去。当再次得到爱德华的消息之时，威尔才知道父亲即将不久于人世，他决定去见爱德华最后一面。然而，这一次，威尔终于发现了隐藏在这些故事背后的奥秘和真相。

## 演員
- 亞伯特·芬尼 飾 老年的愛德華·布魯姆（Edward Bloom）
  - 伊万·迈克格雷戈 飾 青年的布魯姆
  - 史高特·基斯杜夫·麥法臣 飾 年幼的布魯姆
- 潔西卡·蘭芝 飾 桑德拉·K·布魯姆（Sandra K. Bloom），愛德華·布魯姆的妻子
  - 艾莉森·洛曼（英语：Alison Lohman） 飾 年輕的桑德拉，閨姓譚比頓（Templeton）
- 比利·克鲁德普 飾 威廉·「威爾」·布魯姆（William "Will" Bloom）
- 瑪莉安·歌迪雅 飾 約瑟芬·布魯姆（Joséphine Bloom）
- 海伦娜·博纳姆·卡特 飾 珍妮佛·曉（Jennifer "Jenny" Hill），也飾演一名老巫婆，給愛德華他死時的景象
  - 希莉·安妮·納爾遜（英语：Hailey Anne Nelson） 飾 8歲時的珍妮佛
- 羅拔·高奧美（英语：Robert Guillaume） 飾 班烈醫生（Bennett），家庭醫生
- 密夫·麥哥李 飾 凱爾（Karl），被誤解了的巨人
- 飾 亞武士·卡路威（Amos Calloway），馬戲團團長及狼人
- 史提夫·布斯甘美 飾 Norther Winslow，Ashton來的詩人，據說失蹤了，但只是沒有離開Spectre
- 艾達·泰與艾琳·泰（法语：Arlene et Ada Tai） 飾 Ping及Jing，連體姊妹，為朝鲜戰争志愿軍士兵獻唱
- 貝文·凱伊 飾 河中的女人（魚）
- 大衛·登曼（英语：David Denman） 飾 Don Price，Ashton的一名男孩，時常被愛德華的光芒蓋過，Sandra Templeton的前男友
  - 約翰·洛厄爾 飾 小孩時的Don
  - 大衛·登曼 飾 18-22歲的Don
- 勞登·溫萊特三世（英语：Loudon Wainwright III） 飾 Beamen，Spectre的市長，珍妮的父親
- 蜜西·派兒 飾 Mildred，Beamen的妻子
- 麥莉·希拉 飾 8歲時的Ruthie （用Destiny Cyrus）
- 丹尼爾·華倫斯（英语：Daniel Wallace (author)） 飾 經濟學教師
- 狄普·羅伊（英语：Deep Roy） 飾 Mr. Soggybottom, 馬戲團小丑及阿摩司的律師
- 喬治·麥克阿瑟（英语：George McArthur） 飾 Colossus，馬戲團前任巨人，在凱爾出現後自行離開

## 評價
《大智若魚》收穫了普遍影評人的好評。根據爛蕃茄上收集的214篇專業影評文章，其中164篇給出了「新鮮」的正面評價，「新鮮度」為77%，平均得分7.2分（滿分10分），而基於另一影評網站Metacritic上的42篇評論文章，其中24篇予以好評，15篇差評，3篇褒貶不一，平均分為58（滿分100）。2022年8月，《IndieWire》列出40部最佳悲傷電影名冊裡，本片榜上有名。

## 外部連結
- 官方网站
- 互联网电影数据库（IMDb）上《大智若魚》的资料（英文）
- AllMovie上《大智若魚》的资料（英文）
- Box Office Mojo上《大智若魚》的資料（英文）
- 爛番茄上《大智若魚》的資料（英文）